# Empis infumata
Empis infumata är en tvåvingeart som beskrevs av Daniel William Coquillett 1900. Empis infumata ingår i släktet Empis och familjen dansflugor.
Artens utbredningsområde är Alaska. Inga underarter finns listade i Catalogue of Life.